# Élections cantonales de 2011 en Guyane
Les élections cantonales ont eu lieu les 20 et 27 mars 2011.

## Contexte départemental

### Assemblée départementale sortante
Avant les élections, le conseil général de la Guyane est présidé par Alain Tien-Liong (DVG). Il comprend 19 conseillers généraux représentant les 19 cantons de la Guyane ; 9 d'entre eux sont renouvelables lors de ces élections.
| Parti                             | Sigle | Élus |
| --------------------------------- | ----- | ---- |
| Majorité (12 sièges)              |       |      |
| Parti socialiste guyanais         | PSG   | 4    |
| Divers gauche                     | DVG   | 3    |
| Divers                            | DIV   | 3    |
| Indépendantistes                  | MDES  | 1    |
| Walwari/Parti radical de gauche   | WAL   | 1    |
| Opposition (7 sièges)             |       |      |
| Union pour un mouvement populaire | UMP   | 4    |
| Divers droite                     | DVD   | 3    |
| Président du conseil général      |       |      |
| Alain Tien-Liong (DVG)            |       |      |

## Résultats à l'échelle du département

### Résultats en nombre de sièges
| Parti | Sièges mis en jeu | Élus | Évolution |
| ----- | ----------------- | ---- | --------- |
| DVG   | 3                 | 3    | =         |
| DVD   | 2                 | 1    | -1        |
| PSG   | 2                 | 1    | -1        |
| UMP   | 2                 | 1    | -1        |
| SE    | 0                 | 3    | +3        |

### Assemblée départementale à l'issue des élections
| Parti                             | Sigle | Élus |
| --------------------------------- | ----- | ---- |
| Majorité (15 sièges)              |       |      |
| Divers                            | DIV   | 6    |
| Parti socialiste guyanais         | PSG   | 3    |
| Divers gauche                     | DVG   | 3    |
| Indépendantistes                  | MDES  | 1    |
| Walwari/Parti radical de gauche   | WAL   | 1    |
| Opposition (4 sièges)             |       |      |
| Divers droite                     | DVD   | 2    |
| Union pour un mouvement populaire | UMP   | 2    |
| Président du conseil général      |       |      |
| Alain Tien-Liong (DVG)            |       |      |

## Résultats par canton

### Canton d'Approuague-Kaw
| Candidat       | Candidat         | Étiquette      | Premier tour | Premier tour |
| Candidat       | Candidat         | Étiquette      | Voix         | %            |
| -------------- | ---------------- | -------------- | ------------ | ------------ |
|                | Pierre Désert*   | DVG            | 204          | 53,68        |
|                | René-Serge Avril | SE             | 142          | 37,37        |
|                | Carmélite Madère | EELV           | 34           | 8,95         |
|                |                  |                |              |              |
| Inscrits       | Inscrits         | Inscrits       | 620          | 100,00       |
| Abstentions    | Abstentions      | Abstentions    | 238          | 38,39        |
| Votants        | Votants          | Votants        | 382          | 61,61        |
| Blancs et nuls | Blancs et nuls   | Blancs et nuls | 2            | 0,52         |
| Exprimés       | Exprimés         | Exprimés       | 380          | 99,48        |

*sortant

### Canton de Cayenne Sud-Ouest
| Candidat       | Candidat          | Étiquette      | Premier tour | Premier tour | Second tour | Second tour |
| Candidat       | Candidat          | Étiquette      | Voix         | %            | Voix        | %           |
| -------------- | ----------------- | -------------- | ------------ | ------------ | ----------- | ----------- |
|                | Alain Tien-Liong* | DVG            | 560          | 100,00       | 747         | 100,00      |
|                |                   |                |              |              |             |             |
| Inscrits       | Inscrits          | Inscrits       | 2 843        | 100,00       | 2 843       | 100,00      |
| Abstentions    | Abstentions       | Abstentions    | 2 233        | 78,54        | 2 058       | 72,39       |
| Votants        | Votants           | Votants        | 610          | 21,46        | 785         | 27,61       |
| Blancs et nuls | Blancs et nuls    | Blancs et nuls | 50           | 8,20         | 38          | 4,84        |
| Exprimés       | Exprimés          | Exprimés       | 560          | 91,80        | 747         | 95,16       |

*sortant

### Canton d'Iracoubo
| Candidat       | Candidat          | Étiquette      | Premier tour | Premier tour |
| Candidat       | Candidat          | Étiquette      | Voix         | %            |
| -------------- | ----------------- | -------------- | ------------ | ------------ |
|                | Daniel Mangal*    | DVD            | 351          | 64,76        |
|                | Georges Amaranthe | SE             | 191          | 35,24        |
|                |                   |                |              |              |
| Inscrits       | Inscrits          | Inscrits       | 930          | 100,00       |
| Abstentions    | Abstentions       | Abstentions    | 373          | 40,11        |
| Votants        | Votants           | Votants        | 557          | 59,89        |
| Blancs et nuls | Blancs et nuls    | Blancs et nuls | 15           | 2,69         |
| Exprimés       | Exprimés          | Exprimés       | 542          | 97,31        |

*sortant

### Canton de Kourou
| Candidat       | Candidat         | Étiquette      | Premier tour | Premier tour | Second tour | Second tour |
| Candidat       | Candidat         | Étiquette      | Voix         | %            | Voix        | %           |
| -------------- | ---------------- | -------------- | ------------ | ------------ | ----------- | ----------- |
|                | François Ringuet | Guyane 73      | 808          | 30,62        | 1 627       | 51,62       |
|                | Gilles Dufail    | SE             | 709          | 26,87        | 1 525       | 48,38       |
|                | Juliana Rimane*  | UMP            | 410          | 15,54        |             |             |
|                | José Gaillou     | EELV           | 382          | 14,48        |             |             |
|                | Denis Ringuet    | PSG            | 291          | 11,03        |             |             |
|                | Yvon Joseph      | RPGR           | 39           | 1,48         |             |             |
|                |                  |                |              |              |             |             |
| Inscrits       | Inscrits         | Inscrits       | 7 795        | 100,00       | 7 796       | 100,00      |
| Abstentions    | Abstentions      | Abstentions    | 5 009        | 64,26        | 4 404       | 56,49       |
| Votants        | Votants          | Votants        | 2 786        | 35,74        | 3 392       | 43,51       |
| Blancs et nuls | Blancs et nuls   | Blancs et nuls | 147          | 5,28         | 240         | 7,08        |
| Exprimés       | Exprimés         | Exprimés       | 2 639        | 94,72        | 3 152       | 92,92       |

*sortant

### Canton de Mana
| Candidat       | Candidat       | Étiquette      | Premier tour | Premier tour |
| Candidat       | Candidat       | Étiquette      | Voix         | %            |
| -------------- | -------------- | -------------- | ------------ | ------------ |
|                | Albéric Benth* | SE             | 602          | 100,00       |
|                |                |                |              |              |
| Inscrits       | Inscrits       | Inscrits       | 2 004        | 100,00       |
| Abstentions    | Abstentions    | Abstentions    | 1 369        | 68,31        |
| Votants        | Votants        | Votants        | 635          | 31,69        |
| Blancs et nuls | Blancs et nuls | Blancs et nuls | 33           | 5,20         |
| Exprimés       | Exprimés       | Exprimés       | 602          | 94,80        |

*sortant

### Canton de Maripasoula
| Candidat       | Candidat         | Étiquette      | Premier tour | Premier tour | Second tour | Second tour |
| Candidat       | Candidat         | Étiquette      | Voix         | %            | Voix        | %           |
| -------------- | ---------------- | -------------- | ------------ | ------------ | ----------- | ----------- |
|                | Claude Djani     | PSG            | 663          | 39,58        | 1 184       | 52,95       |
|                | Madeleine Akatia | Guyane 73      | 656          | 39,16        | 1 052       | 47,05       |
|                | Jocelyn Agélas*  | SE             | 149          | 8,90         |             |             |
|                | Aïkumalé Alemin  | EELV           | 112          | 6,69         |             |             |
|                | Amission Soutou  | DVG            | 95           | 5,67         |             |             |
|                |                  |                |              |              |             |             |
| Inscrits       | Inscrits         | Inscrits       | 4 197        | 100,00       | 4 199       | 100,00      |
| Abstentions    | Abstentions      | Abstentions    | 2 481        | 59,11        | 1 925       | 45,84       |
| Votants        | Votants          | Votants        | 1 716        | 40,89        | 2 274       | 54,16       |
| Blancs et nuls | Blancs et nuls   | Blancs et nuls | 41           | 2,39         | 38          | 1,67        |
| Exprimés       | Exprimés         | Exprimés       | 1 675        | 97,61        | 2 236       | 98,33       |

*sortant

### Canton de Rémire-Montjoly
| Candidat       | Candidat         | Étiquette      | Premier tour | Premier tour | Second tour | Second tour |
| Candidat       | Candidat         | Étiquette      | Voix         | %            | Voix        | %           |
| -------------- | ---------------- | -------------- | ------------ | ------------ | ----------- | ----------- |
|                | Claude Plénet    | SE             | 854          | 37,77        | 1 996       | 73,14       |
|                | Rodolphe Sorps   | Guyane 73      | 530          | 23,44        | 733         | 26,86       |
|                | Louis Lafontaine | Walwari        | 296          | 13,09        |             |             |
|                | Mylène Mazia     | PSG            | 266          | 11,76        |             |             |
|                | Michel Pierre    | EELV           | 176          | 7,78         |             |             |
|                | Victor Joseph    | SE             | 139          | 6,15         |             |             |
|                |                  |                |              |              |             |             |
| Inscrits       | Inscrits         | Inscrits       | 9 210        | 100,00       | 9 160       | 100,00      |
| Abstentions    | Abstentions      | Abstentions    | 6 826        | 74,12        | 6 270       | 68,45       |
| Votants        | Votants          | Votants        | 2 384        | 25,88        | 2 890       | 31,55       |
| Blancs et nuls | Blancs et nuls   | Blancs et nuls | 123          | 5,16         | 161         | 5,57        |
| Exprimés       | Exprimés         | Exprimés       | 2 261        | 94,84        | 2 729       | 94,43       |

### Canton de Roura
| Candidat       | Candidat            | Étiquette      | Premier tour | Premier tour |
| Candidat       | Candidat            | Étiquette      | Voix         | %            |
| -------------- | ------------------- | -------------- | ------------ | ------------ |
|                | David Riché         | DVG            | 567          | 64,14        |
|                | Annie-Claude Clovis | DVG            | 171          | 19,34        |
|                | Claude Polony*      | UMP            | 93           | 10,52        |
|                | Christian Noko      | SE             | 31           | 3,51         |
|                | Jocelyn Varsovie    | SE             | 22           | 2,49         |
|                |                     |                |              |              |
| Inscrits       | Inscrits            | Inscrits       | 1 653        | 100,00       |
| Abstentions    | Abstentions         | Abstentions    | 741          | 44,83        |
| Votants        | Votants             | Votants        | 912          | 55,17        |
| Blancs et nuls | Blancs et nuls      | Blancs et nuls | 28           | 3,07         |
| Exprimés       | Exprimés            | Exprimés       | 884          | 96,93        |

*sortant

### Canton de Saint-Georges-de-l'Oyapock
| Candidat       | Candidat         | Étiquette      | Premier tour | Premier tour | Second tour | Second tour |
| Candidat       | Candidat         | Étiquette      | Voix         | %            | Voix        | %           |
| -------------- | ---------------- | -------------- | ------------ | ------------ | ----------- | ----------- |
|                | Maurice Juniel   | PSG            | 433          | 38,22        | 521         | 37,46       |
|                | Louis Bierge     | UMP/Guyane 73  | 320          | 28,24        | 597         | 42,92       |
|                | Eddy Pollux      | MDES           | 283          | 24,98        | 273         | 19,63       |
|                | Philippe Ruinaut | SE             | 62           | 5,47         |             |             |
|                | Marie-Rose Gober | EELV           | 35           | 3,09         |             |             |
|                |                  |                |              |              |             |             |
| Inscrits       | Inscrits         | Inscrits       | 1 951        | 100,00       | 1 951       | 100,00      |
| Abstentions    | Abstentions      | Abstentions    | 790          | 40,49        | 539         | 27,63       |
| Votants        | Votants          | Votants        | 1 161        | 59,51        | 1 412       | 72,37       |
| Blancs et nuls | Blancs et nuls   | Blancs et nuls | 28           | 2,41         | 21          | 1,49        |
| Exprimés       | Exprimés         | Exprimés       | 1 133        | 97,59        | 1 391       | 98,51       |